# Here Today (Paul McCartney)
Here Today è un brano musicale di Paul McCartney, composto in ricordo del suo ex-compagno dei Beatles John Lennon, assassinato l'8 dicembre 1980 di fronte alla sua abitazione a New York, nei pressi del Central Park. Il brano è apparso nell'album Tug of War, di grande successo commerciale.

## Il brano

### Registrazione e composizione
L'autore ha ricordato che non sapeva se comporre o meno un pezzo in memoria di John, ma che un giorno del 1981, quando stava solo in una stanza con una chitarra, iniziò a suonare degli accordi, ed iniziò a "parlare" con l'amico defunto, piangendo, sempre nel dubbio se proseguire o meno; così nacque Here Today. Il brano venne registrato nell'estate 1981 negli studios scozzesi di Macca. L'arrangiamento degli archi è stato scritto da George Martin.

### Pubblicazione ed accoglienza
Here Today chiude l'album Tug of War, pubblicato a fine aprile 1982. Negli Anni 2000, Paul McCartney iniziò a suonare il brano in concerto, dal 2003 al 2005 e dopo quattro anni di pausadi nuovo a partire dal 2010. Inoltre, nel 2010 e nel 2013 il brano è stato eseguito nei soundcheck. La canzone appare in tre album dal vivo: Back in the US (2002), Back in the World (2003) e Good Evening New York City (2009). McCartney ha affermato che interpretare il brano a New York è molto emozionante, e che, in ogni occasione, gli ultimi versi sono "come cantare che il proprio padre è morto", per cui la canzone è la più difficile da interpretare negli show. Ha inoltre affermato che, almeno una volta a tour, con Here Today si commuove, ne sente l'emozione ed avverte la perdita di un amico molto importante; ha citato come esempio il primo concerto dove venne eseguita, a Gijón, quando iniziò a ripetere ossessivamente il verso "I love you" ("Ti amo"), come aveva fatto in un soundcheck. Gli utenti del sito Songfacts hanno considerato il brano molto bello e commovente, mentre il critico Matthew Greenwald di AllMusic l'ha considerata perfetta e l'ha paragonata, per l'arrangiamento degli archi, a Yesterday.

## Formazione
- Paul McCartney: voce[1][3], chitarra acustica[6]
- Jack Rothstein, Bernard Partridge: violino
- Ian Jewel: viola
- Keith Harvey: violoncello[1][3]